# René d'Anjou
Pour les articles homonymes, voir René d'Anjou (homonymie).
 (juin 2021).
René d'Anjou, dit le Bon Roi René, né le 16 janvier 1409 à Angers et mort le 10 juillet 1480 à Aix-en-Provence, est un prince du sang français de la lignée des ducs d'Anjou issue de Louis Ier d'Anjou (1339-1384), fils du roi Jean II le Bon.
D'abord comte de Guise (1417-1425), il est ensuite duc de Bar (1430-1480), duc de Lorraine (1431-1453) sous le nom de René Ier de Lorraine, duc d'Anjou (1434-1480) sous le nom de René Ier d'Anjou, roi de Naples (1435-1442) sous le nom de René Ier de Naples, roi de Sicile (en titre) (1434-1480) sous le nom de René de Sicile, comte de Provence et de Forcalquier (1434-1480), roi de Jérusalem en titre (1435-1480) et enfin roi d'Aragon en titre (1466-1480).
Il est aussi pair de France et fondateur de l'ordre du Croissant.

## Biographie

### Origines familiales et formation
René est le second fils du duc d'Anjou Louis II d'Anjou (1377-1417). Son père, en outre était roi en titre de Naples et comte de Provence, titres hérité de son pére Louis Ier, deuxième fils de Jean le Bon.
Sa mère est Yolande d'Aragon (1381-1442), fille du roi d'Aragon Jean Ier.
Il naît le 16 janvier 1409 au château d'Angers, au cours d'un des hivers les plus froids que la France ait connus. 
Il est élevé par sa mère au château d'Angers, puis dans le Berry avec ses frères et sœurs, en compagnie du dauphin Charles (Charles VII à partir de 1422), réfugié à Bourges à partir de la prise de Paris par les Bourguignons en 1418.
À la mort de son père Louis II (1417), il reçoit la seigneurie de Guise en Picardie, érigée en comté par le dauphin Charles. Son frère aîné hérite des titres de duc et de roi.

### Duc de Bar et de Lorraine (1419-1431)
Entre 1419 et 1420, sa mère Yolande d'Aragon, nièce de Louis Ier de Bar (cardinal-duc de Bar), réussit à faire adopter René par celui-ci (dernier héritier de la famille de Bar, lui-même ecclésiastique sans enfants). 
Ainsi, le duché de Bar reviendrait au jeune René, Yolande abandonnant ses prétentions sur ce fief, au sujet duquel elle était depuis de longues années en procès avec son oncle le cardinal-duc. Yolande et Louis arrangèrent aussi un mariage avec Isabelle, la fille du duc de Lorraine et seule héritière du duché. C'était un succès politique considérable pour Yolande d'Aragon, qui faisait entrer une partie de l'Est de la France dans le giron angevin. René quitte alors l'Anjou pour le duché de Bar. Le 24 octobre 1420, il se marie ainsi, à onze ans, avec Isabelle, sa cadette de quelques mois.
En 1424, âgé de quinze ans, René d'Anjou prend les armes pour la première fois et assiège le château d'Antoine de Vaudémont, comte de Vaudémont, qui lui envie la Lorraine. La garnison se rend après trente-sept mois de siège.
En 1427, Isabelle met au monde le premier de leurs neuf enfants.
René devient duc consort de Lorraine en 1431 à la mort de Charles II de Lorraine.

### La guerre de Cent Ans d'Azincourt (1415) à Jeanne d'Arc (1429-1430): la maison d'Anjou fidèle au dauphin Charles
Depuis le début du règne de Charles VI, deux factions s'opposent en France : les partisans des ducs de Bourgogne (les Bourguignons) et les partisans du duc d'Orléans (les Armagnacs), tous deux de sang royal (maison de Valois) comme les ducs d'Anjou. 
En 1419, après la défaite française d'Azincourt face au roi d'Angleterre Henri V, l'assassinat du duc de Bourgogne Jean sans Peur lors d'une entrevue avec le dauphin à Montereau-Fault-Yonne, pousse son héritier, Philippe le Bon, à se rapprocher d'Henri V. En 1420, Anglais et Bourguignons évincent le dauphin de la succession au profit d'Henri V par la signature du traité de Troyes. À la mort d'Henri V (31 août 1422), suivie de près par la mort de Charles VI (21 octobre 1422), Jean de Lancastre, duc de Bedford, devient régent d'Angleterre et de France au nom d'Henri VI. Toutefois, le pouvoir anglo-bourguignon est limité aux régions situées au nord de la Loire, à l'exception de la ville de Tournai et de la châtellenie de Vaucouleurs, limitrophe de la Lorraine, qui restent fidèles au dauphin.
En 1425, les Anjou restant partisans du dauphin, le duc de Bedford confisque leurs domaines situés au nord de la Loire et attribue Guise à Jean de Luxembourg, comte de Ligny.
En 1429, apparaît à Domrémy la personnalité exceptionnelle de Jeanne d'Arc, qui se croyant chargée d'une mission divine, obtient du capitaine de Vaucouleurs, Robert de Baudricourt, un appui pour aller rencontrer le dauphin. Après l'avoir rencontré à Chinon, elle obtient un commandement militaire et emmène ses troupes à Orléans, assiégée par les Anglais. Le siège est levé en mai 1429 et Jeanne décide d'emmener le dauphin se faire sacrer à Reims. C'est le début d'un revirement de situation : en 1435, le duc de Bourgogne fait la paix avec le roi Charles VII par le traité d'Arras, permettant de mettre fin à la présence anglaise dans le royaume.
À la cour du duc René d'Anjou, participent Jacques d'Arc et le chevalier Robert de Baudricourt, capitaine de Vaucouleurs. Ce dernier combat les Bourguignons et les Anglais. Il est partisan du roi Charles VII, beau-frère de René d'Anjou. Il procure à Jeanne d'Arc une escorte armée, afin de traverser les territoires occupés par les Anglais et les Bourguignons, pour se rendre au Château de Chinon, auprès du roi Charles VII, le 25 février 1429. La mission de la fille de Jacques d'Arc est d'exhorter le roi à renforcer la défense d'Orléans et à bouter les Anglais hors de France.
Le 16 juillet 1429, René d'Anjou apporte officiellement l'hommage du Barrois mouvant à son beau-frère, le roi Charles VII. Ils font ensemble, accompagnés de Jeanne d'Arc, une entrée triomphale à Laon, Soissons, Provins, Coulommiers et Compiègne.
Le duc de Bedford, régent du royaume de France, quitte Paris avec une armée de dix mille hommes pour venir à la rencontre de l'armée française. Les deux armées de forces égales se déploient le 14 août 1429 près du village de Montépilloy, en Picardie. Le combat n'aura finalement pas lieu.
En 1444, René contribue à l'arrêt des luttes franco-anglaises en jouant un rôle actif dans les négociations de Tours.

### Après 1430
Le duché de Lorraine est contesté par Antoine de Vaudémont, soutenu par le parti bourguignon, qui le bat en 1431 à la bataille de Bulgnéville. René est fait prisonnier par Philippe III, duc de Bourgogne, dit Philippe le Bon, qui ne le libère qu'en échange de ses fils Jean et Louis. Soutenu par l'empereur Sigismond de Luxembourg dans ses prétentions au duché de Lorraine, il est à nouveau emprisonné par Philippe le Bon puis libéré contre une rançon, en 1437.
À la mort de son frère, Louis III d'Anjou, décédé sans postérité en 1434, il hérite de ses titres et devient roi titulaire de Sicile et de Jérusalem, comte de Provence.
Il hérite du royaume de Naples en 1435, en vertu du testament de Jeanne II reine de Naples et se bat, de 1438 à 1442, sans succès, contre Alphonse V d'Aragon pour faire valoir ses droits, malgré la résistance de son fidèle lieutenant et chambellan Jean Cossa. Il rentre en France en 1442, ne gardant du royaume de Naples que le titre de roi de Jérusalem et de Sicile. Les guerres de Naples ayant épuisé ses finances, il est forcé de recourir aux emprunts. De retour en Provence en 1449, il demeure un temps dans le château de Tarascon qu'il avait fait restaurer sous la surveillance de Jean de Serocourt, capitaine du lieu, et de son proche parent, Regnault de Serocourt, qui le seconde de par sa charge de lieutenant. C’est au pied de cette forteresse qu’il organise en juin, le célèbre tournoi du « Pas de la bergère ». En 1450, des bourgeois d'Avignon lui prêtent des sommes considérables qu'il s'oblige de leur rembourser dans les six mois. Ce terme étant échu sans qu'il puisse les satisfaire, les principaux seigneurs et officiers de sa cour lui ouvrent leur bourse et il leur délègue le produit de ses salins du Rhône et des côtes maritimes de Provence par ses lettres patentes du dernier jour de février 1451. Parmi ces seigneurs figuraient entre autres Tanneguy IV du Chastel, sénéchal de Provence, Louis de Beauvau sénéchal d'Anjou et son chambellan Fouquet d'Agoult.	
En 1453, à la mort d'Isabelle Ire de Lorraine son épouse, René, alors âgé de quarante-quatre ans, transmet le duché de Lorraine à son fils Jean II, duc de Calabre. Il se remarie avec Jeanne de Laval l'année suivante. Ils s'installent d'abord à Saumur puis en 1472 à Aix-en-Provence.
En 1445, il marie sa fille Marguerite d'Anjou au roi Henri VI d'Angleterre.

### Gestionnaire éclairé et amoureux des arts

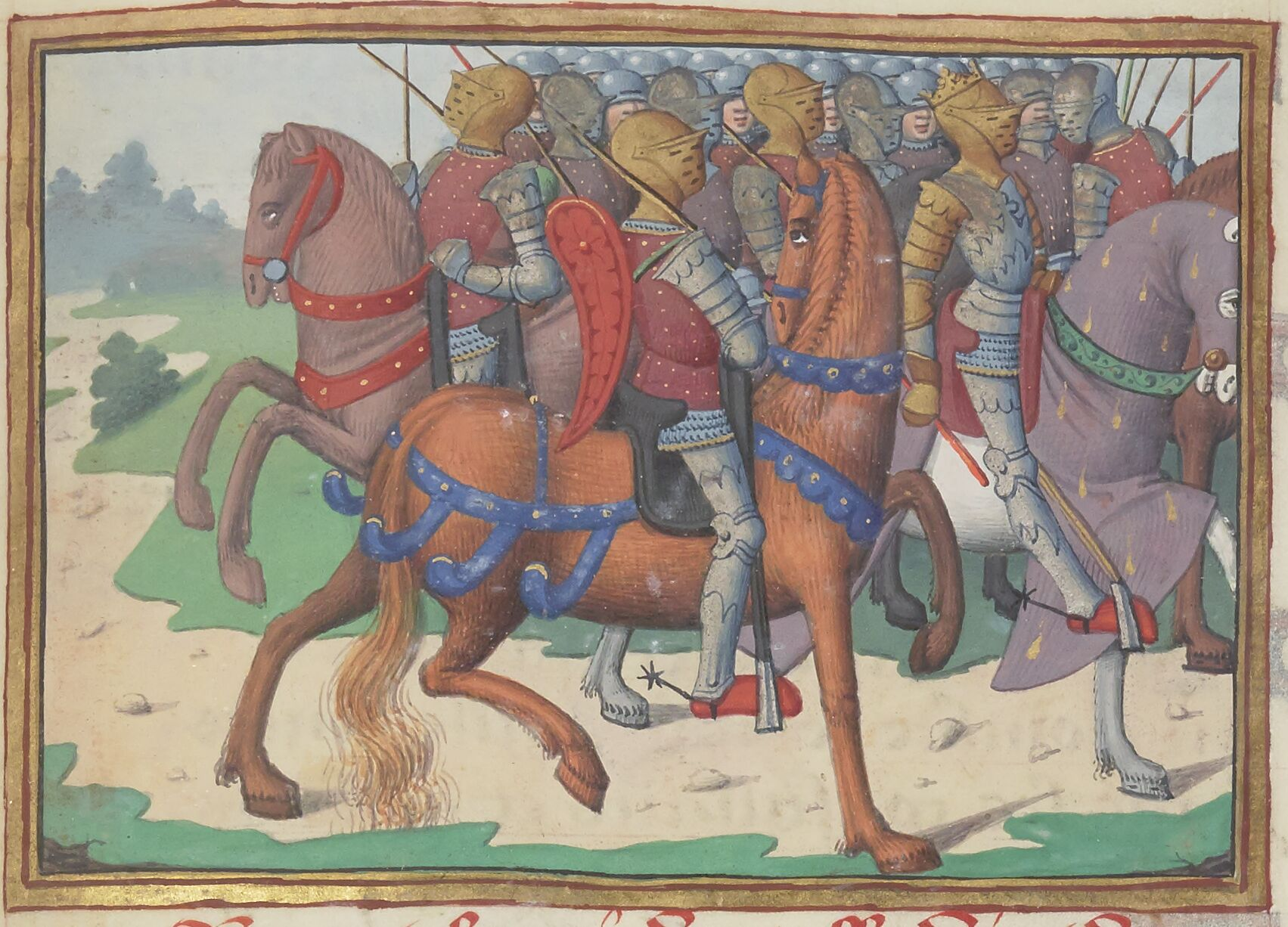
Le roi René et ses troupes, lors de la guerre de Cent Ans. Miniature issue du manuscrit de Martial d'Auvergne, Les Vigiles de Charles VII, vers 1484, BNF.

Il consacre son temps à l'administration et au développement de l'Anjou, de la Lorraine et de la Provence. Il fait prospérer ainsi les villes d'Angers, Aix-en-Provence, Avignon et Tarascon.
Il s'entoure de proches conseillers efficaces, tels que Fouquet d'Agoult, son chambellan, et Guillaume de Rémerville, son secrétaire.
Il enrichit son château des Ponts-de-Cé ainsi que son manoir de Chanzé à Angers et son pavillon de chasse du château de Baugé, tous les trois situés en Anjou. Il fait aménager, en Anjou et en Provence, des lieux de promenades et des jardins fleuris où vivent des paons ainsi que des enclos pour biches et des ménageries où le peuple peut venir découvrir des lions et des léopards.
Il s'intéresse également à l'entretien des forêts et à la bonne santé des vignobles.
Il aime la fête, la musique, et les tournois. Amoureux des arts, le roi René est un des mécènes les plus importants, les plus curieux et les plus originaux de la fin du Moyen Âge. Toute sa vie, René a enrichi sa bibliothèque de livres somptueusement enluminés, établissant des relations étroites avec des artistes parmi lesquels se dégage la personnalité artistique de grands maîtres comme Barthélemy d'Eyck (identifié au Maître du Roi René ou Cœur d'amour épris), Georges Trubert, mais aussi de grands ateliers angevins sollicités par René, comme ceux du Maître de Jouvenel, le Maître du Boccace de Genève ou du Maître du Psautier de Jeanne de Laval. Il s'entoure de peintres, de brodeurs, d'orfèvres et d'enlumineurs célèbres.
À Aix-en-Provence et à Angers, il entretient une cour littéraire et savante et ne dédaigne pas lui-même, en tant que poète, de composer plusieurs ouvrages dans la lignée des romans courtois et de chevalerie : 
- Traité de la forme et devis comme on fait les tournois (1451-1452) ;
- Le Mortifiement de Vaine Plaisance (1455) ;
- Le Livre du Cuer Damours espris (1457).

Il est notamment le protecteur à Avignon du peintre Nicolas Froment. Vers 1460-1470, il commande l'ouvrage Le Mystère des Actes des Apôtres à Simon Gréban, chanoine du Mans et à son frère Arnoul Gréban, dramaturge français.
Bien que consacrant du temps à toutes ses possessions, René, tout comme son fils Jean II, passe du temps également en des expéditions lointaines.

### Confiscation de l'Anjou et danger bourguignon à l'époque de Charles le Téméraire

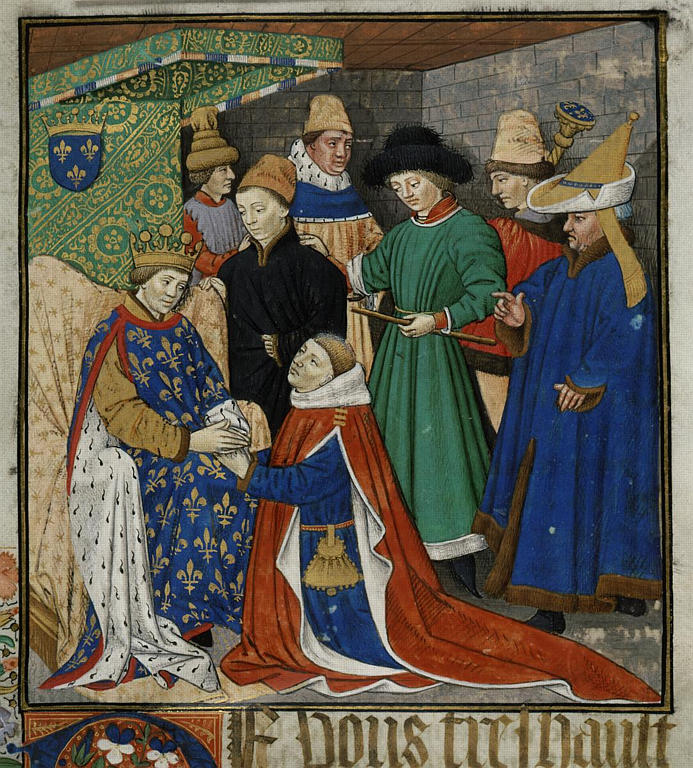
Vassal rendant hommage au roi René (Aveu à René, vers 1469), Archives nationales.

Son fils Jean II de Lorraine, duc de Lorraine, meurt en 1470 laissant le trône lorrain à son fils Nicolas de Lorraine. Le duché de Lorraine étant bordé au nord et au sud par les terres bourguignonnes, un projet de mariage entre le jeune duc et la fille de Charles le Téméraire, Marie de Bourgogne, est envisagé. Le jeune souverain meurt brutalement à l'âge de vingt-cinq ans en 1473, et Louis XI (cousin de son père) est soupçonné de l'avoir fait empoisonner. Le trône lorrain passe à sa tante Yolande d'Anjou qui le rétrocède immédiatement à son fils René de Vaudémont, qui devient René II de Lorraine.
Le 22 juillet 1474, le roi René lègue, par son troisième testament, l'Anjou et la Provence à son neveu, Charles V d'Anjou ainsi que le duché de Bar à son petit-fils René II de Lorraine (fils de sa fille Yolande d'Anjou). Après avoir été informé de ce testament, Louis XI étant lui-même son neveu fait occuper le duché, le 31 juillet 1474, sous prétexte de l'absence d'héritier mâle direct. Louis XI octroie solennellement et définitivement une municipalité à la ville d'Angers, en février 1475, par la charte de création de la mairie,. Le roi René tente de résister et de chercher l'appui de Charles le Téméraire qui eut une alliance en 1465, avec Jean II de Lorraine son fils. Le 6 avril 1476, le Parlement de Paris déclare le roi de Sicile coupable de lèse-majesté et ordonne son emprisonnement. Vraisemblablement en raison de l'âge du bon roi, Louis XI lui envoie ses meilleurs ambassadeurs. Le roi René accepte une pension de dix mille livres par an, à condition que, après sa mort, la Provence revienne à Charles du Maine, dont Louis XI serait l'héritier, et que l'Anjou revienne au royaume de France,,.
À soixante-cinq ans, le roi René ne veut point commencer une guerre avec son neveu le roi de France. René lui cède l'Anjou sans combattre et se tourne vers la Provence dont il est le souverain et qu'il rejoint aussitôt. Louis XI nomme Guillaume de Cerisay gouverneur de l'Anjou ainsi que maire de la cité d'Angers. L'Anjou cesse dès lors d'être un apanage et entre définitivement dans le domaine royal.
En 1476, le roi René accueille, à Aix-en-Provence, sa fille Marguerite d'Anjou, laquelle était retenue en Angleterre depuis la mort de son époux Henri VI. En vertu du traité de Picquigny conclu le 29 août 1475 entre le roi de France et Édouard IV, Louis XI avait payé une rançon de 50 000 écus d'or pour la libération de Marguerite qui fut remise à Rouen aux officiers royaux le 29 janvier 1476. Toutefois, il fallut qu'elle renonçât à ses droits sur l'héritage angevin, en faisant un testament en faveur du roi le 7 mars 1476, avant qu'elle ne s'en aille en Provence,,. Elle reste près de son père jusqu'à la mort de celui-ci.
Ayant envahi la Lorraine en 1475, Charles le Téméraire est défait et tué par les troupes de René II de Lorraine le 5 janvier 1477, lors de la bataille de Nancy. Sa fille Marie épouse en urgence l'empereur Maximilien Ier afin de sauvegarder ses terres, mais la Bourgogne est rattachée au domaine royal français à l’exception du comté de Charolais qui résiste et reste fidèle à Marie de Bourgogne.

### Mort et funérailles
René Ier meurt à Aix-en-Provence le 10 juillet 1480. Les Provençaux désiraient garder la dépouille du monarque sur leurs terres mais sa seconde épouse, Jeanne de Laval, décide de respecter les dernières volontés de son époux et de le faire enterrer en la cathédrale Saint-Maurice d'Angers aux côtés de sa première épouse Isabelle Ire de Lorraine.

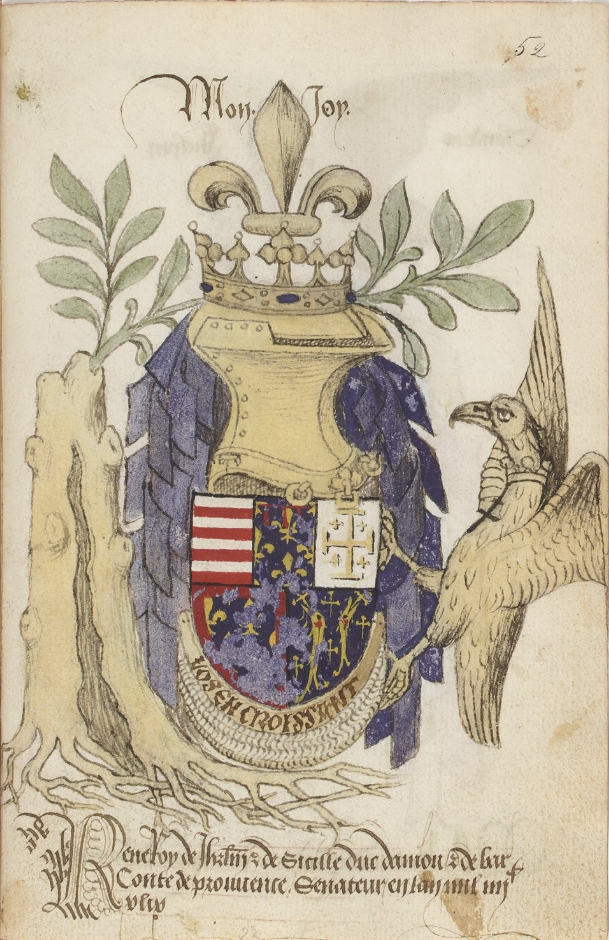
Armoiries de René Ier d'Anjou (statuts de l'Ordre du Croissant).

La reine organise, de nuit, la fuite du corps du défunt en le dissimulant dans un tonneau. Une fois mis sur une embarcation, celle-ci s'éloigne discrètement sur le Rhône. Le corps du roi René arrive en Anjou et est placé, avec honneur et dévotion, dans le tombeau qu'il avait fait réaliser lui-même dans la cathédrale d'Angers. Le roi René mort, sa fille Yolande (déjà duchesse de Lorraine depuis 1473), transmet, à son fils René II, le duché de Bar.
Louis XI, son neveu, autorise des honneurs exceptionnels pour les funérailles de René d'Anjou. En effet, en récupérant l'héritage de son oncle, Provence et Anjou, le roi de France était devenu son successeur. Ainsi, d'une part, l'usage de l'effigie réservée normalement aux membres de la famille royale, était autorisé ; d'autre part, à Angers, les obsèques furent tenues en deux façons, pour le corps et pour le cœur.    
La postérité a gardé de René d'Anjou l'image du bon roi René mais son action est discutée par certains historiens, les Provençaux l'ont affublé d'un masque de bonhomie. Son œuvre politique a longtemps été surestimée.

## Œuvre
Selon les historiens, le roi René a contribué à la relance de l'économie de l'Anjou, très affectée au début du XVe siècle par les séquelles de la peste noire (1347-1350) et par les conflits incessants, dont la guerre de Cent Ans (1337-1453).
Le dauphin Charles, futur Charles VII, a grandi à Angers, avec sa fiancée Marie d'Anjou, sous la protection de Yolande d'Aragon, qui ne voulait pas que ces fiancés soient à Paris, ville dangereuse. D'où, le beau-frère René a gagné l'amitié de Charles VII dont il a soutenu la politique visant à rassurer les paysans du royaume, face à la détérioration de leurs rapports avec la noblesse.
Dans son comté de Provence, il a réduit le pouvoir de la noblesse, soutenu les travaux d'irrigation dans le Luberon et la plaine de la Durance par l'intermédiaire de son chambellan Fouquet d'Agoult, à partir du barrage de l'« étang de la Bonde », l'un des premiers construits en France.
Il fut un homme d'une grande culture. Fin lettré, il parlait plusieurs langues, avait des connaissances en latin, en italien et en grec, et s'intéressait à l'alphabet arabe. Il était passionné par l'Orient. Il entretenait une troupe de théâtre dirigée par Triboulet, qui aurait probablement écrit chez lui la Farce de Maître Pathelin. Les sciences, comme la médecine et la biologie, l'intéressaient également.
Un tournoi est donné à Bruges le 11 mars 1393, où se dispute un combat entre Jean IV van der Aa, seigneur de Gruuthuse et le seigneur Gérard de Ghistelles. Ce tournoi se dispute sur la grande place de Bruges, avec d'un côté les 49 chevaliers de Jean de Bruges et 48 du côté de Gérard de Ghistelles. Le nom de Jean de Bruges est devenu célèbre dans la chevalerie, par ce tournoi qu’il donne à Bruges. À la suite de ce tournoi, René d'Anjou composera pour Louis de Bruges, fils de Jean IV van der Aa, un Traité sur les Tournois intitulé Traité de la forme et devis comme on peut faire les tournois, avec des illustrations de Barthélemy d'Eyck, dans lequel il réunit les lois, règlements, usages, cérémonies et détails observés dans ces exercices. Ce fut sans doute pour en conserver le souvenir, que Bruges institue, à partir de 1417, les joutes ou tournois de la société dite de « l'Ours blanc », dont le chef, ou plutôt celui qui y remportait le prix de valeur et d'adresse, était pendant l'exercice de ses fonctions, qui durait un an, qualifié de « Forestier », en mémoire des anciens gouverneurs de la Flandre, que les rois de France avaient revêtus de ce titre.
Le 11 août 1448, René d'Anjou créait, à Angers, le second ordre du Croissant, totalement distinct du précédent. L'ambition de cet ordre était d'être d'un niveau de prestige comparable à celui de la Toison d'Or, créé quelques années auparavant par Philippe le Bon, duc de Bourgogne.

## Descendance
De sa première épouse, Isabelle Ire de Lorraine, René a :

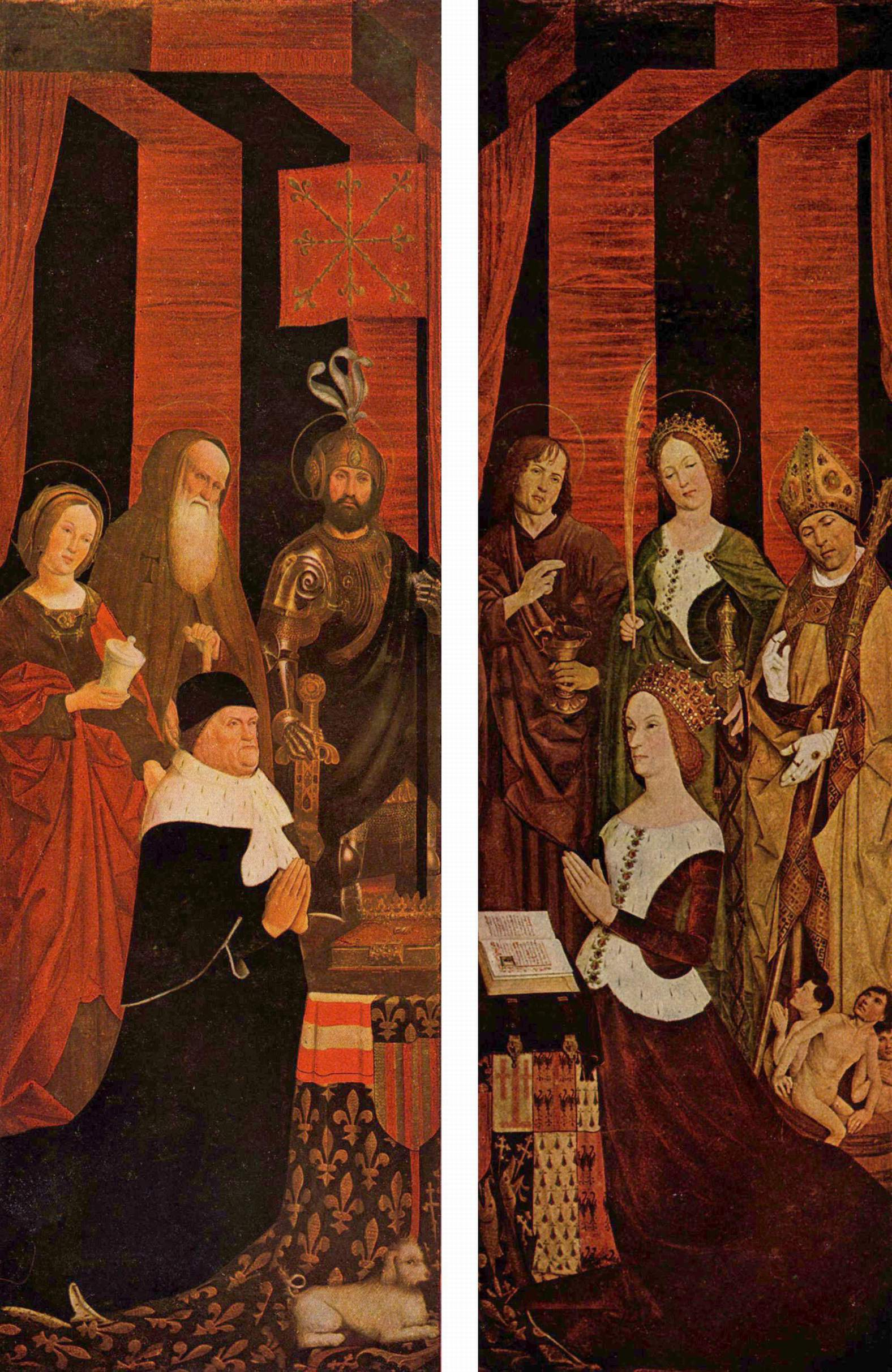
René et son épouse Jeanne, détails du Triptyque du buisson ardent peint par Nicolas Froment en 1475, cathédrale Saint-Sauveur d'Aix-en-Provence.

- Isabelle, morte jeune, sans postérité ;
- Jean II de Lorraine (1425-1470), duc de Lorraine, et postérité, dont Nicolas de Lorraine (1448 † 1473), duc de Lorraine, dont postérité ;
- Louis, marquis de Pont-à-Mousson (1428-1444)[20], sans postérité ;
- Nicolas (1428-1430), jumeau de la suivante, sans postérité ;
- Yolande d'Anjou (1428-1483), jumelle du précédent, mariée à Ferry II de Lorraine, comte de Vaudémont, et postérité dont : René II de Lorraine, et descendance à nos jours, notamment par les Habsbourg-Lorraine ;
- Marguerite d'Anjou (1429-1482), mariée à Henri VI, roi d'Angleterre, d'où un fils, le prince de Galles Edouard ;
- Charles (1431-1432), sans alliance ;
- Louise (1436-1438), sans alliance ;
- Anne (1437-1450), sans alliance.

Il a plusieurs enfants naturels, parmi lesquels sont connus :
- Blanche d'Anjou (1438-1471), mariée à Bertrand de Beauvau (1382-1474) ;
- Jean d'Anjou, marquis de Pont-à-Mousson, seigneur de Saint-Rémy et de Saint-Cannat (mort en 1536), épouse Marguerite de Glandevès, petite-fille de Palamède de Forbin le 15 mai 1500, d'où trois filles : Catherine/Marguerite d'Anjou-St-Cannat (morte en 1589 ; x 1525 François de Forbin-Soliers), Françoise et Blanche[21] ;
- Madeleine d'Anjou, épouse en 1496 Louis Jean/Jehan de Bellenave ;
- Françoise.

Selon Généalogies historiques des rois, empereurs, & de toutes les Maisons souveraines, le roi René eut Blanche, Jean et Madeleine « d'une Demoiselle de Provence de la Maison d'Albertas ». Certains généalogistes lui donnent comme identité Catherine d'Albertas.

## Armoiries
Les armoiries de René d'Anjou ont évolué au cours du temps en fonction de ses fortunes et infortunes, ainsi que de ses prétentions.
- En 1420, il épouse Isabelle Ire de Lorraine, héritière du duché de Lorraine, dont l'oncle, le duc Louis Ier de Bar, le désigne comme son successeur : il adopte un écartelé entre l'Anjou et le Barrois et met la Lorraine en abîme, ce qui donne :

écartelé, en 1 et 4 d'azur semé de fleurs de lys d'or et à la bordure de gueules, en 2 et 3 d'azur semé de croisettes d'or et aux deux bars d'or. Sur le tout, d'or à la bande de gueules chargé de trois alérions d'argent.
- En 1434, son frère Louis III meurt, suivi en 1435 de la reine Jeanne II de Naples, laquelle l'avait désigné comme héritier. René reprend alors à son compte leurs prétentions : son écu est divisé en 6 parties, chacune correspondant à la Hongrie, la Sicile, Jérusalem, Anjou, Bar et Lorraine, ce qui donne :

coupé et tiercé en pal, en 1 fascé de gueules et d'argent, en 2 d'azur semé de lys d'or et au lambel de gueules, en 3 d'argent à la croix potencée d'or, cantonnée de quatre croisettes du même, en 4 d'azur semé de lys d'or et à la bordure de gueules, en 5 d'azur semé de croisettes d'or et aux deux bars d'or et en 6 d'or à la bande de gueules chargé de trois alérions d'argent.
- En 1443, sa mère Yolande d'Aragon meurt, lui léguant ses prétentions sur le royaume d'Aragon. Elle était la fille unique du roi Jean Ier d'Aragon, mais le trône était passé au frère cadet, puis au fils d'une des sœurs de Jean Ier. Yolande avait alors revendiqué le trône, sans succès. René ajouta alors les armes d'Aragon sur son blason :

coupé et tiercé en pal, en 1 fascé de gueules et d'argent, en 2 d'azur semé de lys d'or et au lambel de gueules, en 3 d'argent à la croix potencée d'or, cantonnée de quatre croisettes du même, en 4 d'azur semé de lys d'or et à la bordure de gueules, en 5 d'azur semé de croisettes d'or et aux deux bars d'or et en 6 d'or à la bande de gueules chargé de trois alérions d'argent. Sur le tout, d'or aux quatre pals de gueules. 
- En 1453, Isabelle de Lorraine meurt, et c'est leur fils Jean II de Lorraine, qui devient duc. René enlève alors la Lorraine de son blason :

coupé, le chef tiercé en pal, en 1 fascé de gueules et d'argent, en 2 d'azur semé de lys d'or et au lambel de gueules, en 3 d'argent à la croix potencée d'or, cantonnée de quatre croisettes du même et la pointe partie d'azur semé de lys d'or et à la bordure de gueules, et d'azur semé de croisettes d'or et aux deux bars d'or. Sur le tout, d'or aux quatre pals de gueules. Jean II de Lorraine en profite pour adopter l'ancien blason de son père.
- En 1466, la Generalité de Catalogne le propose comme légitime « roi des Catalans », ce qu'il accepte. Il nomme son fils Jean II de Lorraine heritier (Prince de Girona) et l'envoie defendre la Catalogne en sa lutte contre le roi d'Aragon. Jean y meurt en 1470 et René renonce à l'Aragon. D'autre part les lys de France furent simplifiés au XVe siècle et se réduisirent à trois fleurs de lys d'or, ce qui fut appliqué à l'Anjou mais pas à Naples. L'écu fut réorganisé, avec un écartelé en sautoir :

écartelé en sautoir, en 1 d'azur semé de lys d'or et au lambel de gueules, en 2, fascé de gueules et d'argent, en 3 d'argent à la croix potencée d'or, cantonnée de quatre croisettes du même, en 4 d'azur semé de croisettes d'or et aux deux bars d'or. Sur le tout, d'azur aux trois fleurs de lys d'or et à la bordure de gueules.

Armes de René d'Anjou
1420-1434.
1434-1443.
1443-1453.
1453-1470.
1470-1480.

## Hommages
- En 1823, inauguration du Monument au roi René à Aix-en-Provence. Cette œuvre fut réalisée par le sculpteur David d'Angers. Le monument en pierre fut restauré et protégé au titre des monuments historiques. Dans le cadre des Journées du Patrimoine, la ville d'Aix-en-Provence a fait procéder à sa restauration en 1995 ;
- En 1853, inauguration du Monument au roi René à Angers, œuvre en bronze de David d'Angers[23] ;
- Un buste en médaillon du roi René par Jean-Baptiste-Jules Klagmann (1810-1867) orne la façade de l'opéra d'Avignon ;
- En 1957, pose dans la nef de la cathédrale Saint-Maurice d'Angers d'un vitrail de Jacques Le Chevallier représentant René d'Anjou — portant au cou le collier de l'Ordre de Saint-Michel — et sa mère Yolande d'Aragon[24] ;
- En janvier 2009, mise en circulation d'un timbre postal français en l'honneur du roi René Ier d'Anjou, pour le 600e anniversaire de sa naissance. Le timbre gravé en taille-douce et aux couleurs pastels, représente d'une part le château d'Angers, symbole de l'Anjou ainsi que le Monument au roi René à Aix-en-Provence, symbole de la Provence. Ces deux provinces sont ainsi associées dans ce timbre philatélique rappelant l'attachement de ce prince à ses deux terres dans lesquelles il résida alternativement.
- Dans le supplément français au jeu de rôle Ars Magica Arles, l'époque du « bon roi René » est présentée comme un des trois cadres de campagne possibles pour la Provence, et le monarque est lui-même longuement décrit en tant que personnage de fond pour les aventures des joueurs. La manière dont ses contemporains et ses prédécesseurs ont idéalisé tant sa personne que son gouvernement fait l'objet d'un développement détaillé.

## Galerie

Enluminures par Barthélemy d'Eyck (vers 1460) extraites du Livre du cœur d'Amour épris du duc René d'Anjou, Vienne, Bibliothèque nationale autrichienne
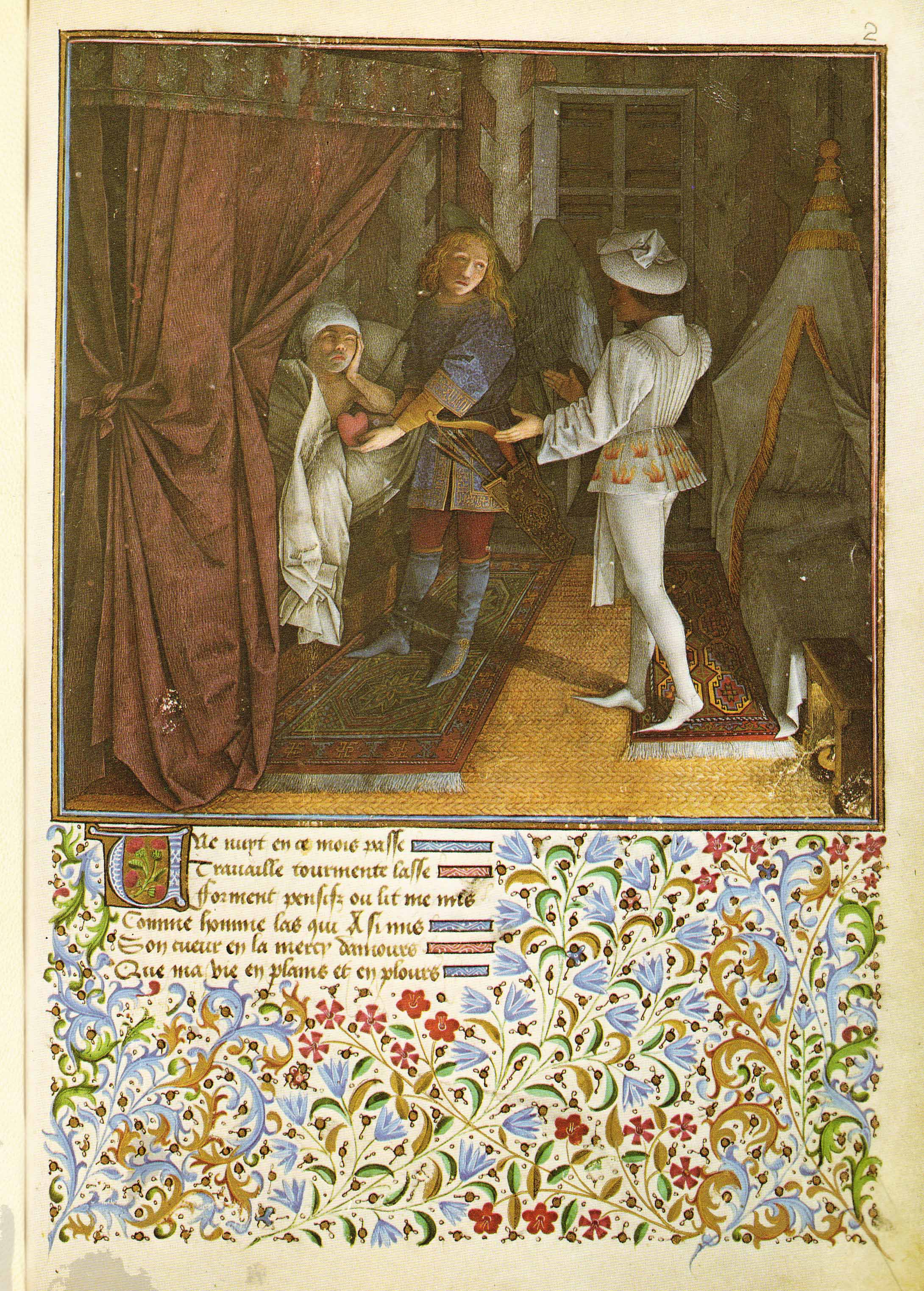
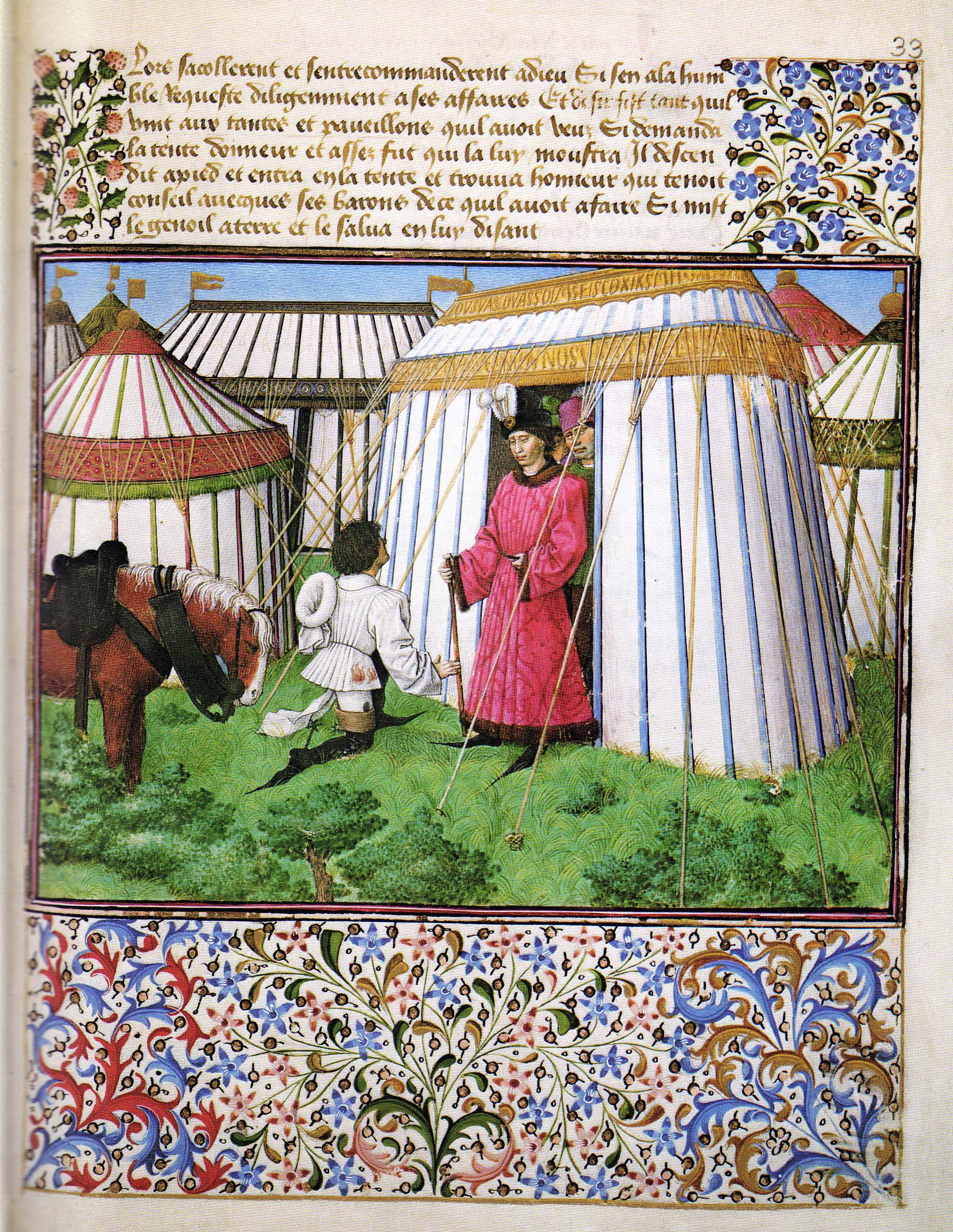
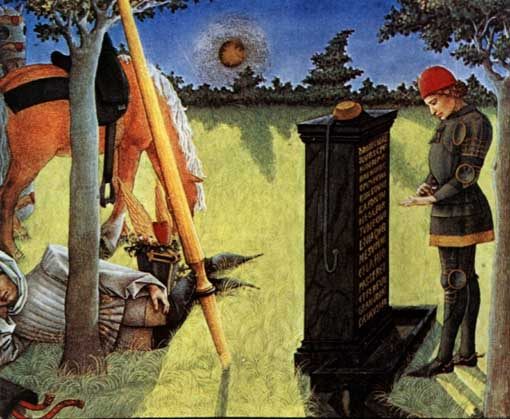
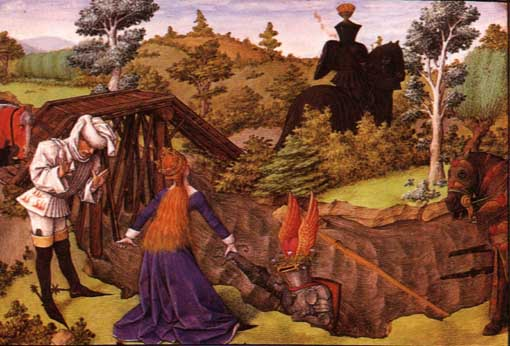

Iconographie moderne du roi René
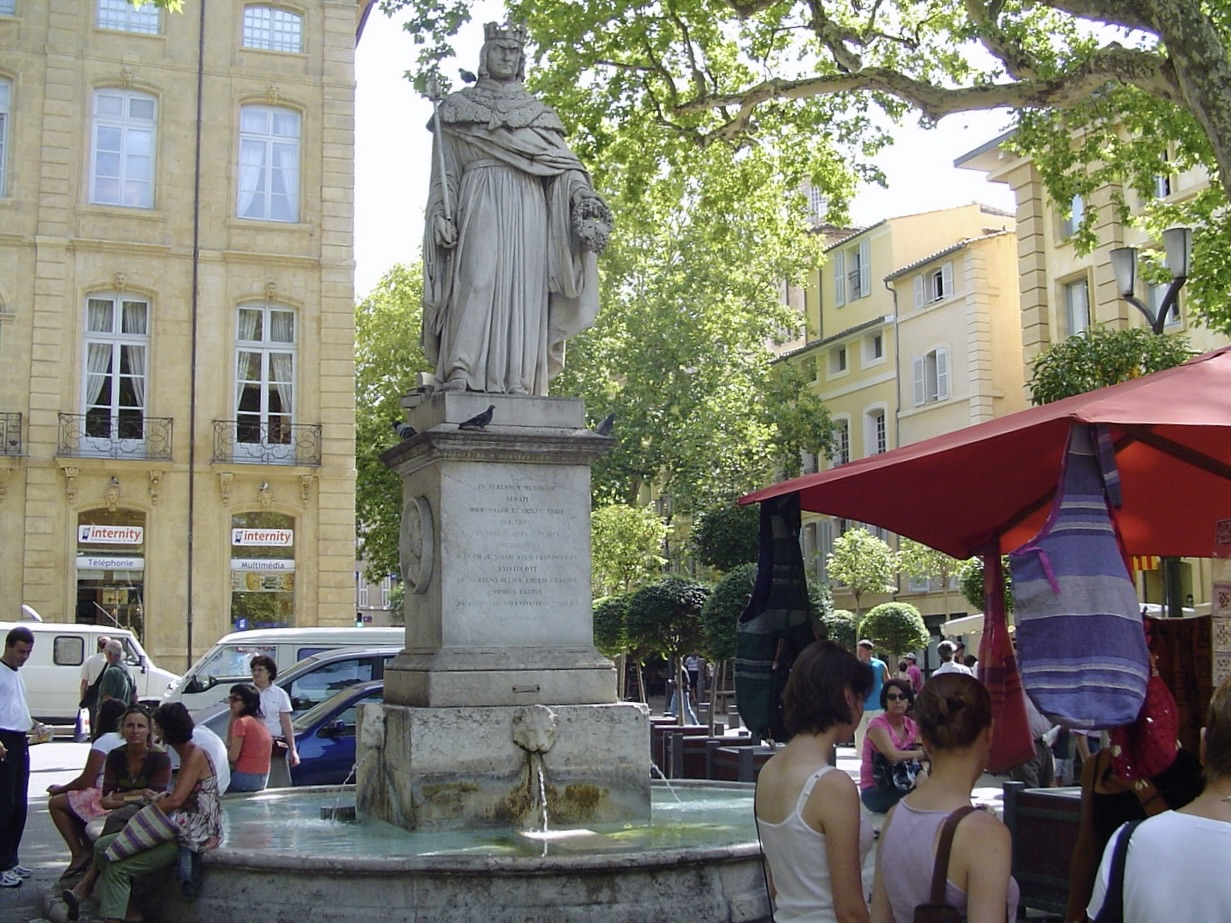
David d'Angers, Monument au roi René (1823) sur le cours Mirabeau à Aix-en-Provence.
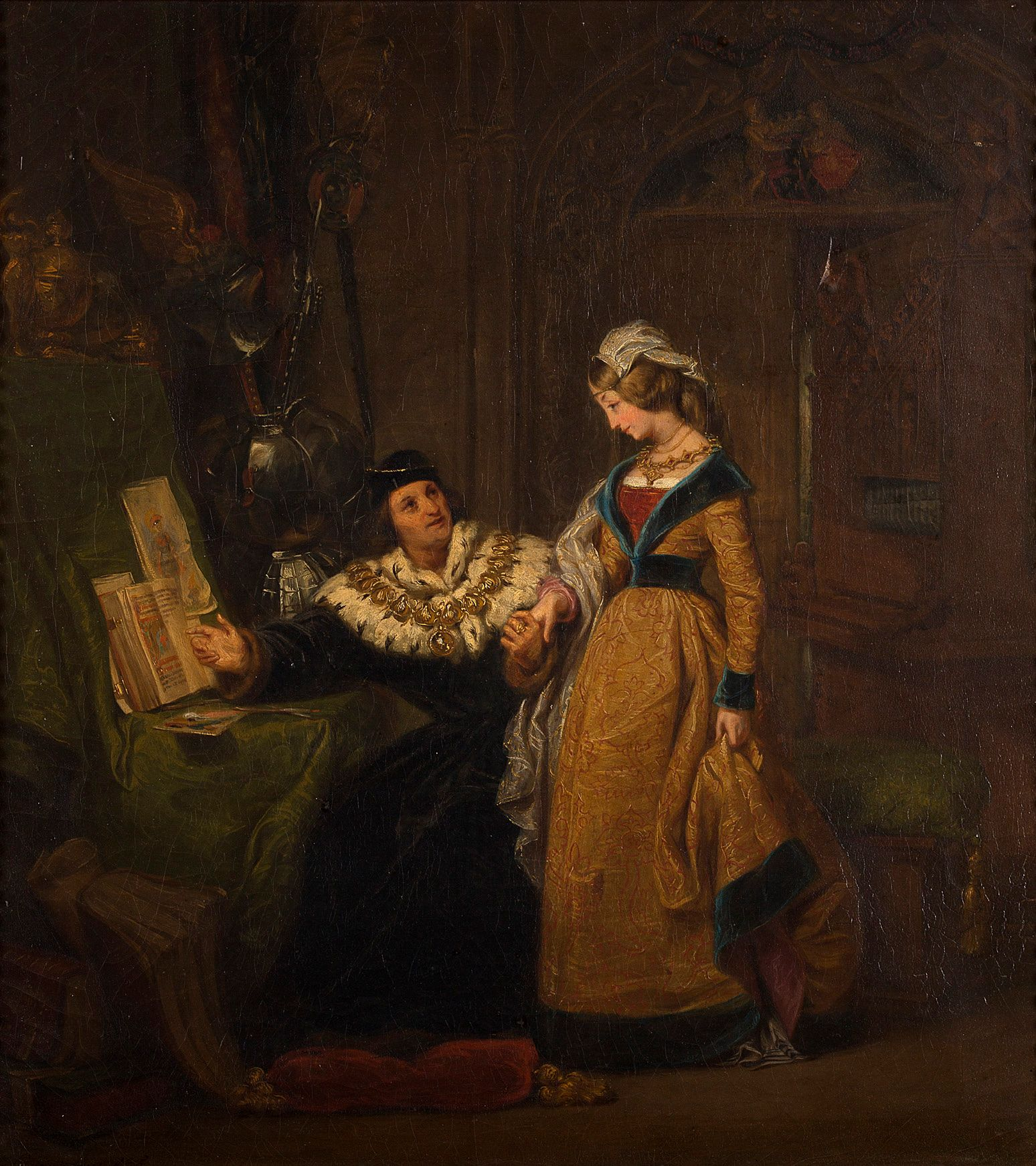
Gillot Saint-Evre, Le roi René présentant à Jeanne de Laval le Livre du cœur d'Amour épris, huile sur toile, 1835.
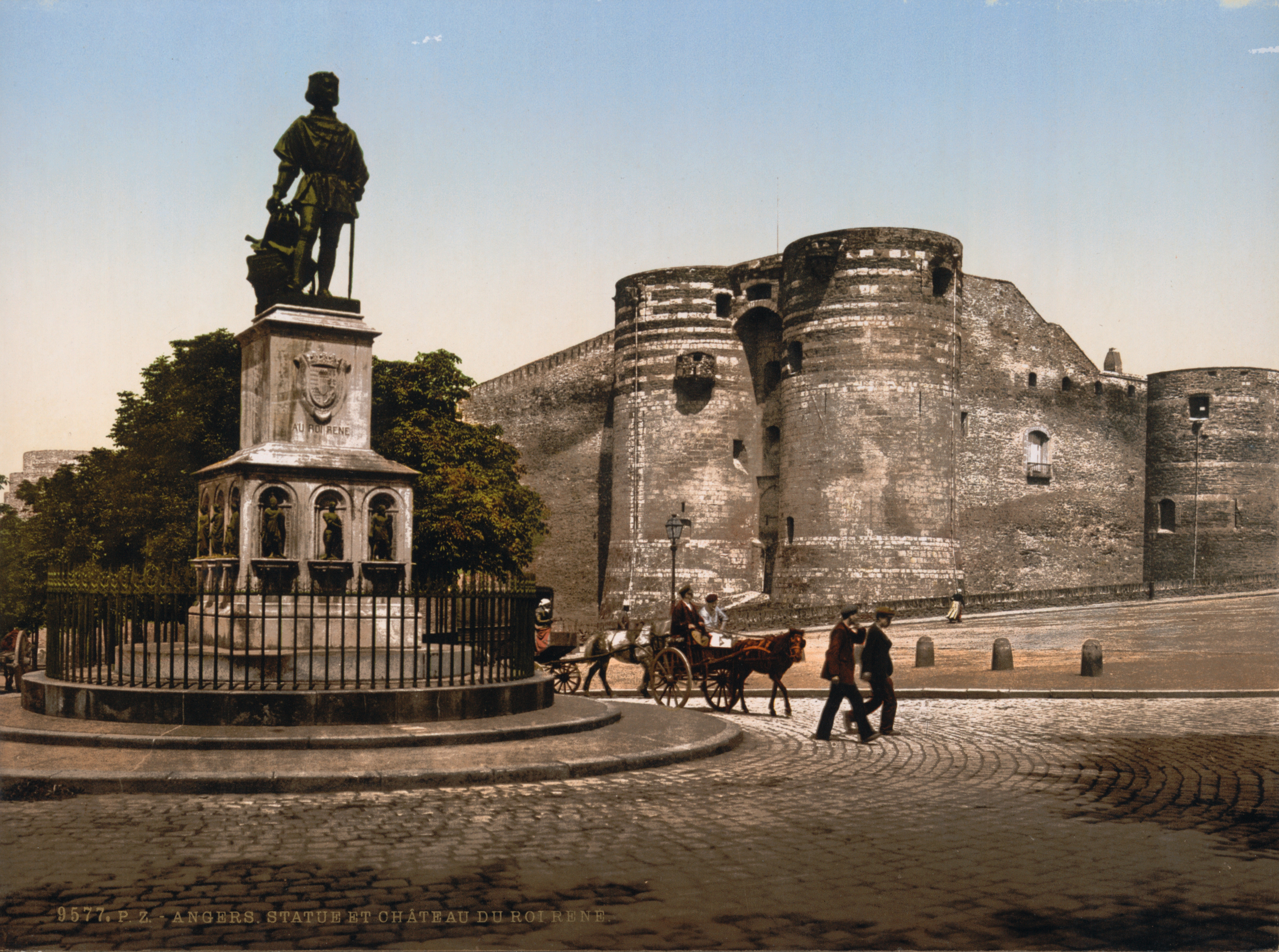
David d'Angers, Monument au roi René (1853) à Angers.
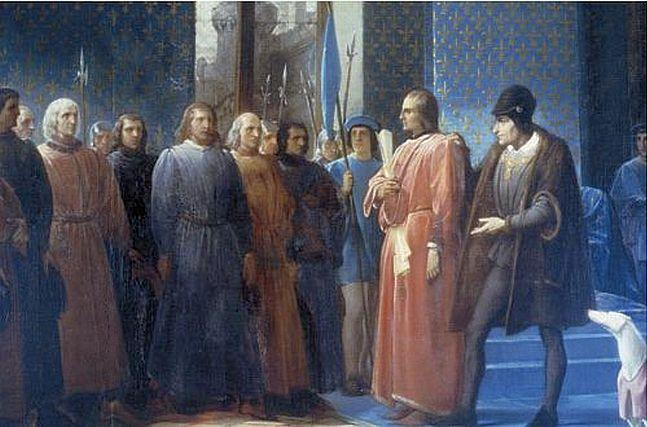
Jules Dauban, Remise de la charte aux bourgeois de la ville d'Angers par le roi de France Louis XI en 1474 (1901), hôtel de ville d'Angers.